# دهستان نیمبلوک
دهستان نیمبلوک دهستانی در بخش نیمبلوک شهرستان قائنات استان خراسان جنوبی ایران است.